# Eclipse lunar de 6 de setembro de 1979
| Eclipse Lunar Total 6 de setembro de 1979         | Eclipse Lunar Total 6 de setembro de 1979 |
| ------------------------------------------------- | ----------------------------------------- |
| A Lua mergulhou na sombra da Terra em 44 minutos. |                                           |
| Gamma                                             | -0,4305                                   |
| Saros (e membro)                                  | 137 (24 de 78)                            |
| Sequência de eclipses lunares                     |                                           |
| Anterior                                          | 13 de março de 1979                       |
| Próximo                                           | 1 de março de 1980                        |
| Duração (hr:mn:sc)                                |                                           |
| Penumbral                                         | 5:05:15                                   |
| Parcial                                           | 3:11:54                                   |
| Total                                             | 44:24                                     |
| Fases e Horários do Eclipse (UTC)                 |                                           |
| P1                                                | 8:21:34                                   |
| U1                                                | 9:18:14                                   |
| U2                                                | 10:31:59                                  |
| Máximo                                            | 10:54:11                                  |
| U3                                                | 11:16:24                                  |
| U4                                                | 12:30:08                                  |
| P4                                                | 13:26:49                                  |

O eclipse lunar de 6 de setembro de 1979 foi um eclipse total, o segundo e último de dois eclipses lunares do ano, e único como total. Teve magnitude penumbral de 2,0421 e umbral de 1,0936. Teve duração total de 44 minutos.